# Поцілунок навиліт
«Поцілунок навиліт» (англ. Kiss Kiss Bang Bang) — дебютний фільм Шейна Блека в жанрі чорної комедії за романом Брета Холідея «Тіла там, де ти їх знайшов» (англ. Bodies Where Are You Find Them).

## Сюжет
Злодюжка-невдаха Гаррі зі своїм напарником грабують магазин дитячих іграшок, але через помилку напарника спрацьовує сигналізація, і героям доводиться бігти. Напарника вбиває свідома місцева жителька із свого пістолета, а Гаррі вдається врятуватися від переслідування поліцією на прослуховуванні акторів, яке він з успіхом проходить і потрапляє в Голлівуд на вечірку зірок. Там він зустрічає Гармоні, свою давню шкільну подругу, яка теж випадково присутня на цій вечірці. Там же він зустрічає детектива Перрі, який приставлений до нього в напарники для закріплення акторських навичок — їм належить тимчасово побути детективами, аби Гаррі краще показав себе на фінальному прослуховуванні.
А далі — як у всіх сценаріях Шейна («Довгий поцілунок на ніч», «Останній бойскаут», «Останній кіногерой») — трупи, чорний гумор і безперервні ґеґи.

## У ролях
| Актор                   | Роль                       |
| ----------------------- | -------------------------- |
| Роберт Дауні (молодший) | Гаррі Локгарт              |
| Вел Кілмер              | Перрі ван Шрайк            |
| Мішель Монаган          | Гармоні Фейт Лейн          |
| Корбін Бернсен          | Гарлан Декстер             |
| Шеннін Соссамон         | дівчина з рожевим волоссям |

## Цікаві факти
- Вел Кілмер був змушений скинути близько 20 кілограмів після «Олександра» Олівера Стоуна для знімання в цьому фільмі.
- Незадовго до знімання цього фільму Роберт Дауні закінчив курс реабілітаційного лікування від алкогольної та наркотичної залежності. Аби підтримати Роберта, Вел Кілмер не пив під час знімання фільму.
- На мобільному телефоні Перрі грає пісня «I will survive»[en], яка часто використовується як гімн ґей-спільноти.
- Знімання фільму відбувалося в лютому—травні 2004 року в Лос-Анджелесі.
- Назва фільму пов'язана з Джеймсом Бондом — у 1962 році італійський журналіст назвав його Mr. Kiss-Kiss, Bang-Bang.
- Касові збори в США склали 4 243 756 дол., у світовому прокаті — 15 785 148 дол.[1]
- У завершальних титрах фільму грає пісня «Broken», яку написав і виконав Роберт Дауні-мол. Вперше вона побачила світ у складі його дебютного альбому «The Futurist», що вийшов 2004 року.
- Дев'ятирічного Гаррі Локгарта зіграв син Роберта Дауні молодшого Індіо Фалконер Дауні.